# 孙仲逸
孙仲逸（1899年3月—1989年4月29日），男，安徽寿县人，中国作物栽培育种学家，中国农工民主党中央委员会原常务委员，广西壮族自治区政协原副主席，第三、四、五、六届全国政协委员。